# John W. Reynolds

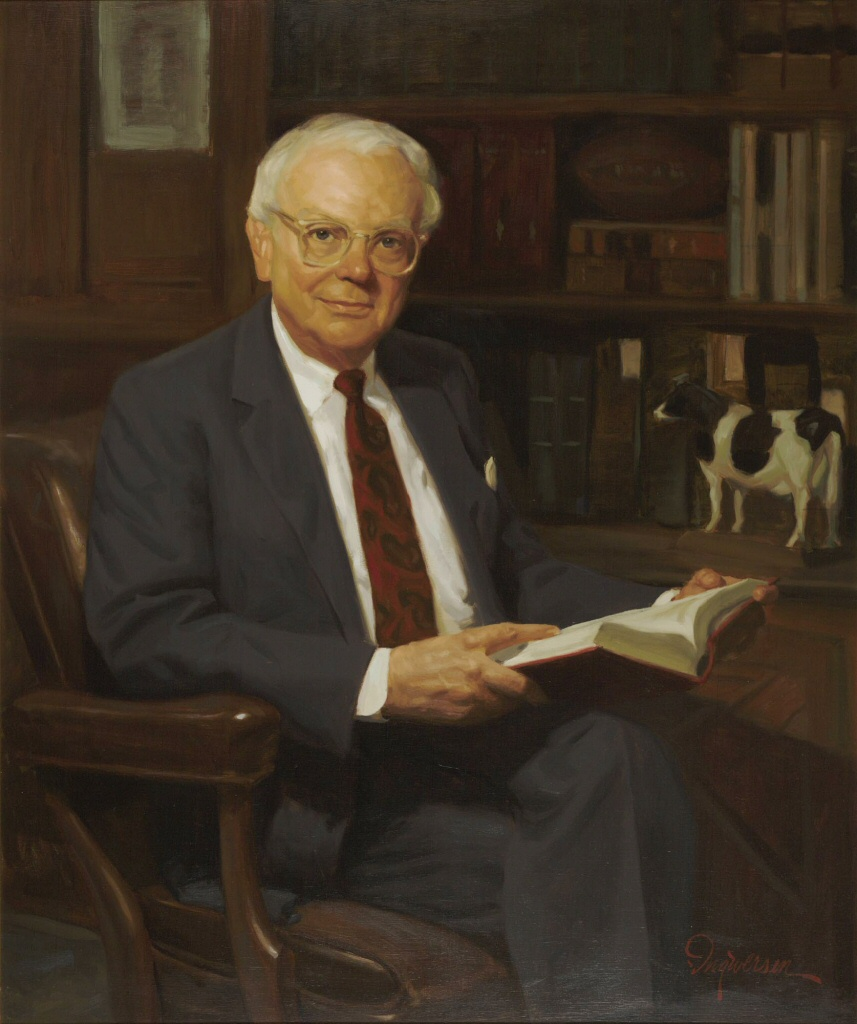
John W. Reynolds

John W. Reynolds (* 4. April 1921 in Green Bay, Wisconsin; † 6. Januar 2002 in Milwaukee, Wisconsin) war ein US-amerikanischer Jurist und Politiker und von 1963 bis 1965 der 36. Gouverneur des Bundesstaates Wisconsin.

## Frühe Jahre und politischer Aufstieg
Nach der Grundschule besuchte Reynolds bis 1942 die University of Wisconsin. Während des Zweiten Weltkrieges war er als Oberleutnant bei einer Infanterie-Einheit und später bei einer Nachrichtendiensteinheit der US-Armee. Nach dem Krieg setzte er seine Ausbildung mit einem Jurastudium an der University of Wisconsin fort. Nach seinem Examen und seiner Zulassung als Rechtsanwalt begann er im Jahr 1949 in Green Bay zu praktizieren.
Im Jahr 1950 bewarb sich Reynolds erfolglos um einen Sitz im US-Repräsentantenhaus. Zwischen 1952 und 1956 war er Bezirksleiter der Demokratischen Partei im Brown County. Von 1951 bis 1952 war er gleichzeitig Gebietsleiter der Preisstabilitätsbehörde (Office of Price Stabilization), die die Inflationsrate während des Koreakrieges unter Kontrolle halten sollte. Zwischen 1955 und 1958 arbeitete er in der Verwaltung des östlichen juristischen Bezirks von Wisconsin. Schließlich wurde er von 1959 bis 1963 Justizminister (Attorney General) von Wisconsin. Diesen Posten hatte sein Vater John W. Reynolds Sr. bereits von 1927 bis 1933 bekleidet.

## Gouverneur von Wisconsin
Im Jahr 1962 wurde er als Kandidat der Demokratischen Partei zum neuen Gouverneur seines Staates gewählt. John Reynolds trat sein Amt am 7. Januar 1963 an. In seiner zweijährigen Amtszeit setzte er sich für eine Verfassungsreform ein, die die Amtszeit des Gouverneurs von zwei auf vier Jahre verlängert hätte. Gleichzeitig sollten, wie bei den Präsidentschaftswahlen, der Gouverneur und der Vizegouverneur mit einer Stimme gewählt werden. Beide Vorschläge wurde erst in den 1970er Jahren vom Staatsparlament akzeptiert und dann verwirklicht. Im Jahr 1964 unterstützte er Präsident Lyndon B. Johnson in dessen Wahlkampf. Er kandidierte im Vorwahlkampf in Wisconsin anstelle von Johnson nur, um dann seine Wahlmännerstimmen auf der Democratic National Convention auf den Präsidenten zu übertragen. Im gleichen Jahr scheiterte Reynolds bei dem Versuch, erneut zum Gouverneur gewählt zu werden. Mit einem Stimmenanteil von 49,4 Prozent unterlag er knapp dem Republikaner Warren P. Knowles.

## Weiterer Lebenslauf
Nach dem Ende seiner Gouverneurszeit wurde er zum Richter am Bundesbezirksgericht für den östlichen Distrikt von Wisconsin ernannt. Dieses Amt behielt er bis 1971. In diesem Jahr wurde er zum Leiter der Bundesgerichte (Chief Judge) in diesem Gebiet befördert. Diesen Posten behielt er bis 1986. Danach zog er sich in den Ruhestand zurück. John Reynolds starb im Jahr 2002 an Herzversagen. Er war zweimal verheiratet und hatte insgesamt fünf Kinder.